# Беттіна фон Арнім

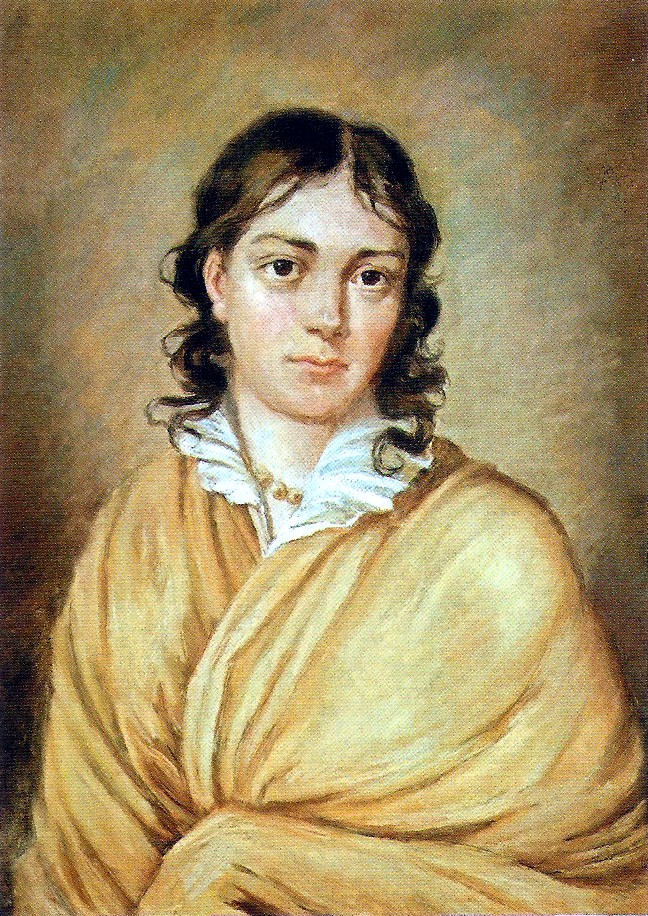

Беттіна фон Арнім (нім. Bettina von Arnim, уродж. Elisabeth Catharina Ludovica Magdalena Brentano, 4 квітня 1785, Франкфурт-на-Майні — 20 січня 1859, Берлін) — німецька письменниця і одна з основних представниць романтизму. Дружина письменника Ахіма фон Арніма.

## Життєпис
Беттіна була сьомою дитиною з дванадцяти дітей великого комерсанта Петера Антона Брентано і його дружини Максиміліани фон Ларош. Мати Беттіни померла в 1793 році. До 13 років Беттіна виховувалася у монастирі урсулинок в Фріцларі. Після смерті батька в 1797 році Беттіна жила у своєї бабусі Софії фон Ларош в Оффенбах-на-Майні, а потім у Франкфурті. Її сестра Куніґунда Брентано вийшла заміж за Фрідріха Карла фон Савіньї і жила в Марбурзі, і Беттіна деякий час проживала в їхньому будинку. У 1810 році слідом за подружжям Савіньї вона переїхала в Берлін.
У 1811 році Беттіна вийшла заміж за Ахіма фон Арніма, якого знала ще по Франкфурту як друга свого брата Клеменса Брентано. Їх шлюб тривав двадцять років до раптової смерті Арніма в 1831 році.

## В культурі
Беттіна і її взаємини з Гете описують в романі Мілана Кундери «Безсмертя» (Nesmrtelnost / Immortality) (1990)